# Магаляс Богдан Ігорович
Богда́н І́горович Магаляс — молодший сержант Збройних сил України, відзначився у ході російського вторгнення в Україну, учасник російсько-української війни, Герой України з удостоєнням ордена «Золота Зірка».

## Життєпис
Богдан Магаляс народився 1994 року в селищі Кельменці (з 2020 року — центру Кельменецької селищної громади) Чернівецької області. Після закінчення загальноосвітньої школи навчався в Чернівецькому професійному ліцеї на електромеханіка. Потім майже 10 років працював за кордоном у Польщі та Чехії. З початком повномасштабного російського вторгнення в Україну в березні 2022 року мобілізований та перебував на передовій. Він пройшов двотижневі підготовчі курси й отримав сертифікат за спеціальністю військовий медик. У квітні 2022 року отримав звання молодшого сержанта й почав службу в складі 128-ї окремої гірсько-штурмової бригади. Брав участь у визволенні Херсона, Червоного, Високопілля. Також обороняв Соледар та Бахмут. У липні 2023 року проходив спеціальну підготовку в Академії сухопутних військ в іспанському місті Оледо.

## Нагороди
- звання Герой України з удостоєнням ордена «Золота Зірка» (29 вересня 2023) — за особисту мужність і героїзм, виявлені у захисті державного суверенітету та територіальної цілісності України, самовіддане служіння Українському народові;
- медаль «Незламним героям російсько-української війни»;
- пам'ятна медаль Управління медичного забезпечення та реабілітації «Aliis inserviendo consumor»[1].